# Shinawatra-familien
Shinawatra-familien er en politisk indflydelsesrig thailandsk familie.
- Thaksin Shinawatra (1949- ), premierminister 2001-2006, afsat ved et militærkup og levet i frivilligt eksil fra 2008-2023 efter flere fængselsdomme.
- Yingluck Shinawatra (1967- ), Thaksins yngre søster, premierminister 2011-2014, afsat ved et militærkup og lever i frivilligt eksil siden 2017, hvor hun flygtede fra domsafsigelsen i en korruptionssag.
- Paethongtarn Shinawatra (1986- ), Thaksins datter, leder af 2023-regeringspartiet, Pheu Thai.
- Yaowapha Wongsawat, Thaksins yngre søster, rådgiver for premierministeren 2001-2006.[1]
- Uthai Shinawatra, Thaksins fætter, general, rådgiver til vice-premierministeren 2001-2006.[1]
- Somchai Wongsawat, ægtefælle til Thaksins yngre søster Yaowapha, premierminister 2008.[1]
- Somchai Kovitchareoenkul, ægtefælle til Thaksins yngre søster, bestyrelsesmedlem i 2023-regeringens farmaceutiske organisation.[1]